# Флот на метрополията
Флот на метрополията (на английски: Home Fleet, в дословен превод „Домашен флот“) е названието на британски флот от състава на Кралскита военноморски сили на Великобритания, който действа близо до териториалните води на Кралството с прекъсвания от 1902 до 1967 година.

## Преди Първата световна война
На 1 октомври 1902 година адмирал-суперинтендантът на военноморските резерви Джерард Ноел получава назначение за главнокомандващ флота на метрополията. Новият флот се състои от ядро, представено от ескадрата на метрополията от четири кораба, и сборен отряд съдове за брегова охрана, периодично привличани на служба няколко пъти годишно. Флагмански кораб на флота става додредноута HMS Empress of India под командването на контраадмирал Джордж Аткинсън-Уилс.
На 14 декември 1904 флотът на Канала се превръща в Атлантически флот, и неговото предишно име преминава към флота на метрополията. След поредица смени на главнокомандващите през 1907, 1909 и 1911 години, към началото на Първата световна война флотът постъпва под командването на граф Джон Джелико и влиза в състава на Гранд Флийта.

## Между световните войни
След разпускането на Гранд Флийт, през април 1919 г., най-мощните кораби остават в британския Атлантически флот, а остарелите постъпват във флота на метрополията, който през есента на 1919 г. започва да се нарича Резервен флот.
Предишното название Home Fleet е върнато на Атлантическия флот през март 1932 г. след Инвергордънския метеж. През 1933 г. негов командващ става адмирал Джон Кели. Силите на флота са: флагмански кораб – линкорът HMS Nelson, втора ескадра линейни кораби (пет линкора), линейната ескадра (HMS Hood и HMS Renown), втора крайцерска ескадра (командващ вицеадмирал Едуард Естли-Ращън, HMS Dorsetshire и още два крайцера), три флотилии разрушители (27 кораба), флотилия подводници (6 субмарини), два самолетоносача и спомагателни съдове.
Главнокомандващите на флота в междувоенния период:
- Адмирал Джон Кели (1932 – 1933)
- Адмирал Уилям Бойл (1933 – 1935)
- Адмирал Роджър Бекхауз (1935 – 1938)

## Втора световна война
По време на Втората световна война флотът на метрополията е основната военноморска сила на Британия на европейския ТВД. По състоянието му към 3 септември 1939 г. в разпореждане на адмирал Форбс (флагман – линкорът HMS Nelson) има следните сили:
- 2-ра линейна ескадра,
- ескадра линейни крайцери,
- 18-та крайцерска ескадра,
- съединение разрушители,
- подводни сили (2-ра (Денди) и 6-та (Блит) флотилии подводници),
- самолетоносачите HMS Ark Royal (вицеадмирал Л. Уелс), HMS Furious, HMS Pegasus,
- гарнизоните на Оркнейските и Шетландских острови.

Основната задача на флота е поставена като сдържане на немския флот от навлизането му в Северно море. За тази цел е възстановена изгодно разположената военноморска база на Скапа Флоу.
В началото на войната флотът понася неочаквани загуби. На 14 октомври 1939 г. немската подводна лодка U-47 прониква в безопасния залив на Скапа Флоу и потопява стария линкор HMS Royal Oak. През 1941 г. в сражението в Датския пролив загива линейният крайцер HMS Hood.
Зоната на действие на флота на метрополията не е строго очертана, и корабите му, по необходимост, се предават на други обединения. В южната част на Северно море и областта на Ла Манш са създадени отделни командвания, в допълнение към командоването на Западните подходи, организирано за защита на комуникациите на подходите към Британските острови. Едва след унищожаването на последния немски линкор „Тирпиц“ този морски театър става второстепенен, и тежките кораби са отзовани в Далечния изток.
Главнокомандващи на флота на Метрополията по време на Втората световна война:
- Адмирал Чарлз Форбс (1939 – 1940),
- Адмирал Джон Тови (1940 – 1942),
- Адмирал Брус Фрезер (1942 – 1944)
- Адмирал Хенри Мур (14 юни 1944 – 24 ноември 1945)[6].

## След Втората световна война
След войната флотът се връща към своите задължения в мирно време в териториалните води на Кралството и в Атлантика. Заедно със съюзните по блока на НАТО сили моряците противодействат на съветския ВМФ в годините на противостоянието на студената война. През лятото на 1949 г. адмирал Родерик МакГрегър ръководи съвместни учения на Великобритания, Франция и Нидерландия. Щабът на адмирала е разположен на самолетоносача HMS Implacable. Освен крайцери и разрушители в ученията участват самолетоносачът HMS Victorious и линкорът HMS Anson.
Следващият флагман на флота става HMS Vanguard, който е избран от адмирал Филип Виан, командащ флота в периода 1950 – 52 г. През 1951 г. съставът на корабите е попълнен с лекия самолетоносач HMS Theseus, който оглавява 2-ра авионосна ескадра.
В новата структура на силите на НАТО от 1953 г. главнокомандващият флота на Метрополията получава задълженията на върховен командващ в Атлантика (SACLANT)((en)). Щабът му е разделен между Нортууд (Лондон) и Портсмът, докато окончателно не е преместен в Лондон през 1966 г. По време на ученията Mainbrace от силите на НАТО, за първи път, е отработена отбраната на Северна Европа, Дания и Норвегия.
Междувременно, сътрудничеството води до конфликт на интереси. Законът на САЩ за контрол над атомната енергия изключва възможността за британски контрол над авионосните ударни групировки на ВМС на САЩ, носещи ядрено оръжие, в състава на НАТО, което води, към края на 1952 г., до обособяването на американския Ударен Атлантически флот, пряко подчинен на Атлантическия флот на САЩ. Сътрудничеството между САЩ и Великобритания в атомната област са възобновени през 1958 г.
През 1956 г. флагман става плавбазата HMS Maidstone. През април 1963 г. щабът на флота в Нортууд получава обозначение като HMS Warrior.
През 1967 г. флотът на Метрополията се слива със Средиземноморския флот в британския Западен флот, който, на свой ред, през 1971 г. се обединява с Източния флот в единно командване.
Главнокомандващи на флота на Метрополия от следвоенния период:
- Адмирал Едуард Сайфрет (1945 – 1948)
- Адмирал Родерик МакГрегър (1948 – 1950)
- Адмирал Филип Виан (1950 – 1952)
- Адмирал Джордж Криси (1952 – 1954)
- Адмирал Майкъл Дени (1954 – 1955)
- Адмирал Джон Екълс (1955 – 1958)
- Адмирал Уилям Дейвис (1958 – 1960)
- Адмирал Уилфрид Уудс (1960 – 1963)
- Адмирал Чарлз Маден (1963 – 1965)
- Адмирал Джон Фрюйен (1965 – 1967)